# Hepbach
Hepbach ist ein Teilort Riedheims, einer von zwei Ortschaften der Stadt Markdorf im Bodenseekreis in Baden-Württemberg, Deutschland.

## Geographie

### Geographische Lage
Der Weiler Hepbach liegt auf der Gemarkung Riedheim am Fuße des Gehrenbergs zwischen dem Stadtkern von Markdorf im Westen und Oberteuringen und Ravensburg im Osten. Direkte Nachbarorte sind Leimbach im Westen und Stadel im Osten, die beide auch zu Markdorf gehören.

### Ausdehnung des Gebiets
Die Gesamtfläche der Gemarkung Hepbach beträgt 521 Hektar (Stand: Aufhebung Sondergemarkung 1924).

### Schutzgebiete

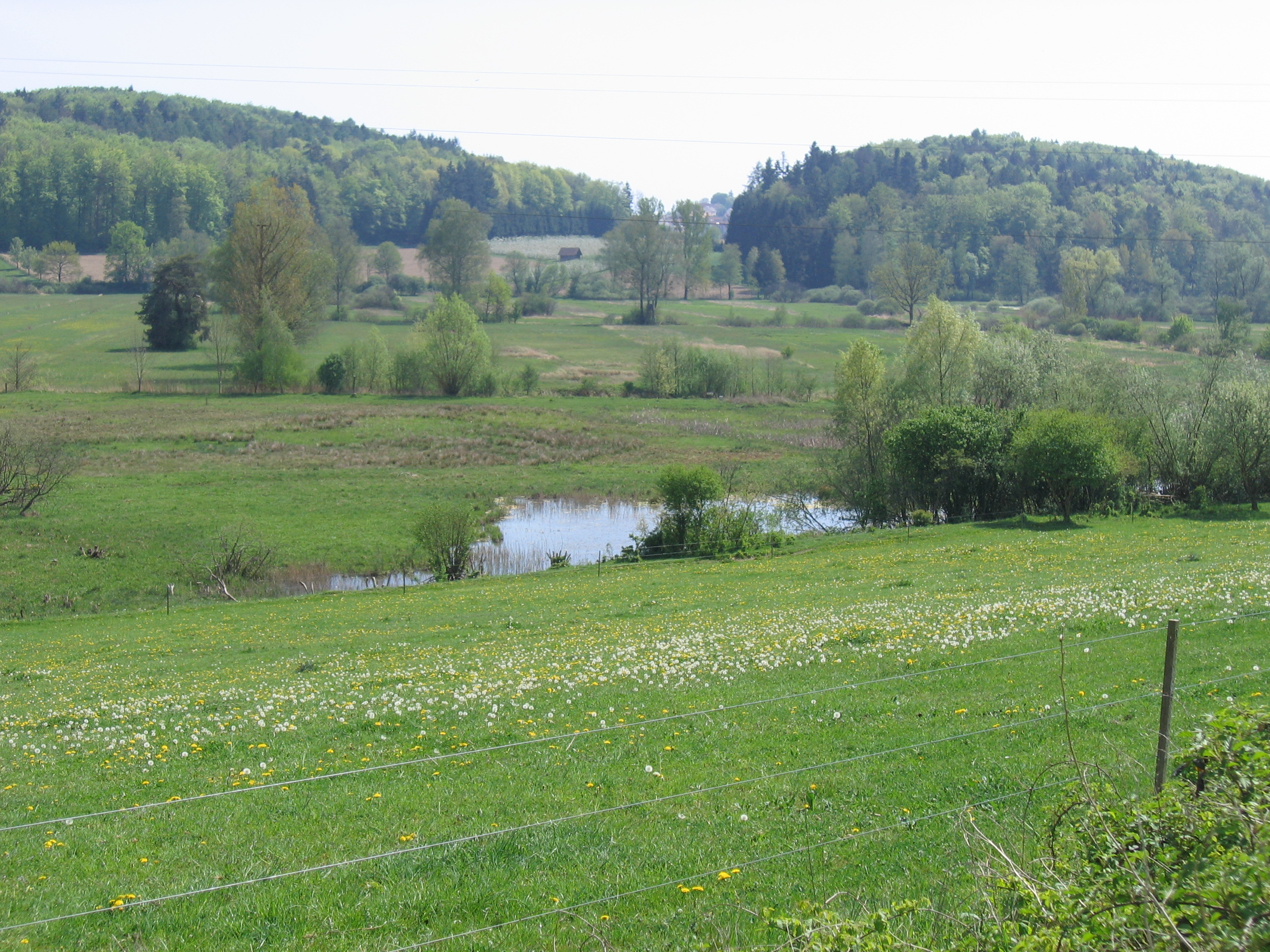
Blick auf das Hepbacher-Leimbacher Ried

Westlich des Ortsgebiets, zwischen Leimbach, Hepbach und Riedheim, liegt ein Teil eines ehemals großen Niedermoorkomplexes. Das Ried ist Teilgebiet des Naturschutzgebietes Hepbacher-Leimbacher Ried mit Schilfbereichen, Streuwiesenresten und Hochstaudenrieden. Das Gebiet wird von Heckrindern beweidet und ist für seine Storchenhorste bekannt.

## Geschichte
Hepbach wurde erstmals im Jahr 1191 als Hegebach (= Bach im Hag) urkundlich genannt. Das Kloster Weingarten erhielt früh Besitz, angeblich vom Stifter Welf selbst. Für Güter des Klosters Kreuzungen übernahm 1191 Kaiser Heinrich VI. die Vogtei. 1241 übergab Konrad Schenk von Winterstetten seinen Eigenbesitz in Hepbach an Kloster Baindt. Kloster Salem erwarb Güter unter anderem von Raderach und von Deggenhausen.
Hepbach war bis 1803 ein Teil der Grafschaft Heiligenberg, die seit dem 16. Jahrhundert von den Fürsten zu Fürstenberg regiert wurde. Innerhalb der Grafschaft gehörte Hepbach zum Amt Riedheim. Danach kam das Dorf zum Großherzogtum Baden.
Durch Erlass des Ministeriums des Innern in Karlsruhe wurde 1924 angeordnet, die Sondergemarkungen von Gangenweiler, Hepbach, Leimbach und Stadel aufzuheben und mit Riedheim zu einer Gemeinde mit dem Namen Riedheim vereinigt wurden.
Im Zweiten Weltkrieg wurde in Hepbach ein Scheinflughafen angelegt, um feindliche Bomber vom nahe gelegenen „Abnahmeplatz Oberraderach“ abzulenken. Hier entstanden ab Anfang Mai 1942 umfangreiche teils unterirdische Fertigungs- und Versuchsstätten zur Produktion von Raketen- und Triebwerksteilen der Aggregat 4, errichtet von Kriegsgefangenen, russischen Zwangsarbeitern und Häftlingen des KZ-Außenlagers Friedrichshafen. In dieser Zeit gab es in Hepbach einen Zuzug von Kriegsflüchtlingen.
Ab 1960/1961 begann in der Gemarkung das Erdölzeitalter: Die Wintershall AG hatte Erschließungsabsichten für die vermuteten Erdgas- beziehungsweise Erdöl-Vorkommen im Molassebecken des süddeutschen Alpenvorlands. Für die Explorations- oder Erkundungsbohrungen kamen rund 50 Mitarbeiter aus Norddeutschland in den Ort. Vier Jahre lang wurde an drei Bohrstellen im Hepbacher-Leimbacher Ried nach Erdöl gebohrt, rund 2500 Meter tief drangen die Bohrmeißel vor, um das in den Sandsteinschichten gespeichertes Erdöl und Erdgas zu fördern. Zwischen Hepbach und Unterteuringen traf man auf Erdöl, im Hepbacher Ortsteil Pfannenstiel auf Erdgas. Jedoch entpuppte sich diese Lagerstätte im Gegensatz zu der im Oberen Linzgau als zu gering, als dass es sich auf Dauer rentiert hätte. Die Bohrtürme wurden zurückgebaut, geblieben sind jedoch die Giftschlämme: Mehrere miteinander verbundene Schlammgruben in der Nähe der Bahnlinie zwischen der Firma Wagner und Lipbach, die mit Stacheldraht gesichert wurden und von denen laut Amt für Wasser- und Bodenschutz des Landratsamt nie eine Gefährdung ausgegangen ist. Allerdings sind deutlich erhöhte Mineralölgehalte nachgewiesen worden.
Im Zuge der Gemeindereform wurden die ehemals selbständige Gemeinde Riedheim mit Wirkung zum 1. März 1972 in die Stadt Markdorf eingemeindet.

### Religion
Kirchlich war Hepbach bis 1837 Filial zur Pfarrei Oberteuringen und bis 1858 zur Pfarrei Bergheim. Zwischen 1858 und 1865 war Hepbach jedoch schon Kuratie, seit 1866 eigene Pfarrei. Heute gehört die römisch-katholische Pfarrgemeinde St. Sigismund Hepbach zur Seelsorgeeinheit Markdorf.

### Einwohner
Hepbach zählt 585 Einwohner (Stand: Mai 2015).

## Kultur und Sehenswürdigkeiten

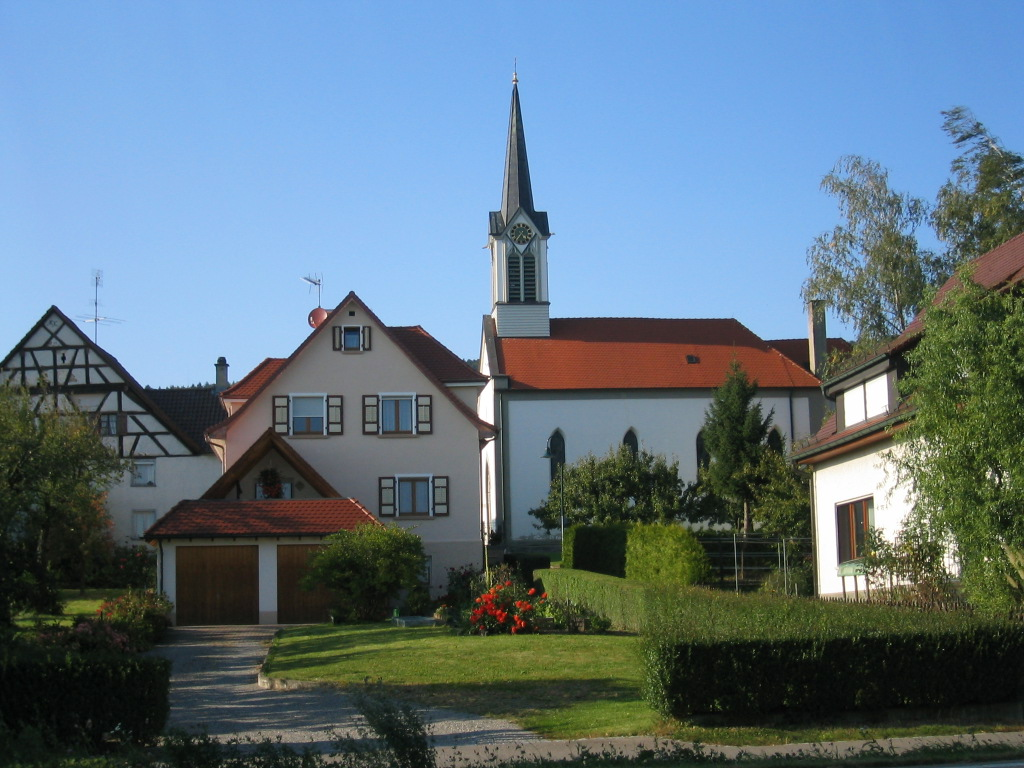
Blick auf die Pfarrkirche St. Sigismund

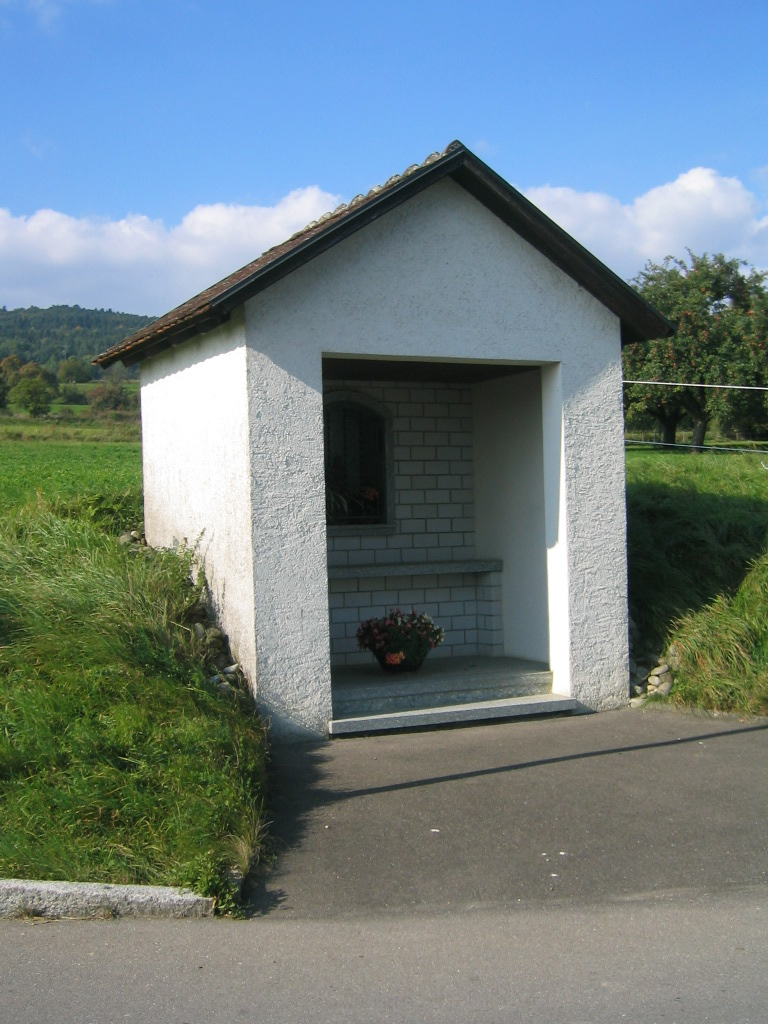
Wegkapelle

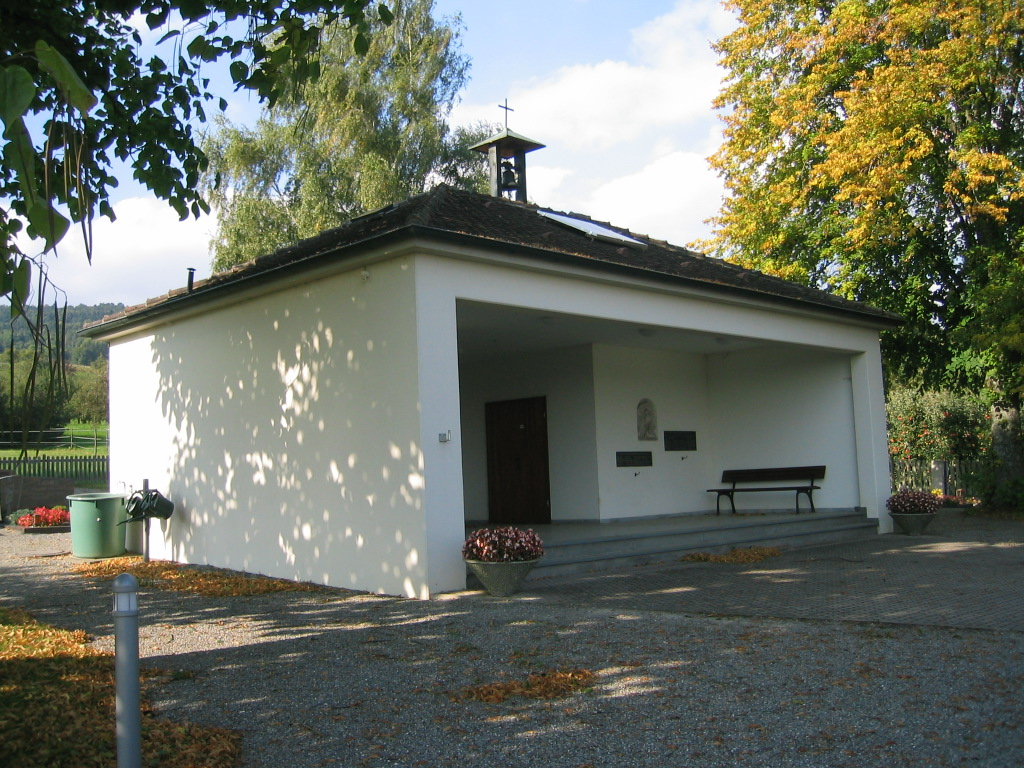
Friedhofskapelle

### Bauwerke
- Die Kath. Pfarrkirche St. Sigismund steht am Standort eines Vorgängerbaus. Diese erste Kapelle wurde vermutlich im 14. Jahrhundert erbaut, aber später im Dreißigjährigen Krieg (1618 bis 1648) zerstört und später wieder erbaut. Die alte Kapelle wurde im Jahr 1853 abgebrochen und durch die heutige Pfarrkirche ersetzt[11], der Friedhof entstand wenige Jahre früher.[3] Zur Ausstattung der Pfarrkirche zählen zwei Steinreliefs von Hans Morinck, geschaffen 1590/94 für das Kloster Petershausen,[2] sowie ein vierstimmiges Geläut, wobei die Sigismundglocke im Jahre 1692 gegossen wurde.[12]
- Nebenan, in der Hepbacher Straße 18 bzw. 22 finden sich das Alte Pfarrhaus und die Ehemalige Schule.[6] Diese wurde inklusive kleinem Saal für die Ortsverwaltung von Hepbach im Jahre 1862 erbaut, jedoch 1973 wieder geschlossen, da alle Kinder in die Volksschule Markdorf gingen. 1979 wurde das Gebäude in Privatbesitz verkauft.[3]
- Weitere Sakralbauten jüngeren Datums sind in Hepbach die Wegkapelle und die Friedhofskapelle.
- Das Alte Feuerwehrhaus wurde renovierte.[3]

### Sonstiges
- Vom Fünf-Länder-Blick aus hat der Wanderer bei guter Fernsicht die Möglichkeit neben Deutschland auch die Länder Schweiz, Österreich, Liechtenstein und Frankreich zu sehen.[6]
- An Hepbach vorbei führt der Oberschwäbische Jakobsweg von Ulm nach Konstanz und schlängelt dabei seine Wege durchs Hepbacher-Leimbacher Ried.

← Vorhergehender Ort: Unterteuringen | Hepbach | Nächster Ort: Leimbach →

Ulmer Münster |
Ulm |
Grimmelfingen |
Einsingen |
Erbach |
Donaurieden |
Oberdischingen |
Ersingen |
Rißtissen |
Untersulmetingen |
Obersulmetingen |
Schemmerberg |
Äpfingen |
Laupertshausen |
Mettenberg |
Biberach an der Riß |
Reute |
Grodt |
Muttensweiler |
Steinhausen |
Wallfahrtskirche Steinhausen |
Winterstettenstadt |
Bad Waldsee |
Bergatreute |
Weingarten |
Ravensburg |
Brochenzell
Östliche Route:
Meckenbeuren |
Tettnang |
Gießenbrücke |
Heiligenhof |
Atlashofen |
Hüttmannsberg |
Gattnau |
Arensweiler |
Selmnau |
Hattnau |
Nonnenhorn
Westliche Route:
Rammetshofen |
Unterteuringen |
Hepbach |
Leimbach |
Möggenweiler |
Markdorf |
Meersburg |
Bodensee |
Staad |
Konstanz |
Konstanzer Münster

### Regelmäßige Veranstaltungen
Der Narrenbrauchtumsverein Hepbach veranstaltet jährlich den Schrättele-, Bürger- und Kinderball, sowie das Kärrelerennen, welches am Schmotzigen Dunschtig stattfindet, und das Funkenabbrennen am „Funkensunntig“.
Eine weitere regelmäßige und sehr beliebte Veranstaltung ist das Hepbacher Narrenbaumstellen während des Kärrelerennes, welches von den Hepbacher Bomboale ins Leben gerufen wurde.

## Wirtschaft und Infrastruktur
Hepbach wurde 1927 elektrifiziert und in den 1990er Jahren kanalisiert. Es folgte die Sanierung der Wasserversorgung und der Straßen im Ort sowie die Verbesserung der Internetanbindung. Die Viehwirtschaft in früheren Jahren wurde immer mehr abgelöst vom Obstbau, der den Ort heute noch prägt.

### Verkehr
Hepbach wird am Südostrand von der Bundesstraße 33 in ihrem Abschnitt zwischen Meersburg und Ravensburg tangiert.

### Bildung
In Hepbach gibt es den kommunalen Kindergarten Hepbach mit Regel- und Kleinkindgruppe.